# مورفریدین
مورفریدین (انگلیسی: Morpheridine) نوعی ترکیب مرتبط با مسکن‌های اوپیوئیدی است که در حال حاضر کاربرد بالینی ندارد.